# Аббос Алієв
Аббас Алієв (тадж. Аббос Алӣ; 1899, Бухара, Туркестанське генерал-губернаторство, Російська імперія — 16 січня 1958, Алма-Ата, Казахська РСР) — таджицький радянський політичний і державний діяч, перший нарком народної освіти Таджицької АРСР, історик, науковець, перекладач, перший таджицький професор, доктор історичних наук

## Біографія
Син революціонера, убитого 1916 року еміром Бухари за революційну діяльність. Виховувався в сім'ї російських більшовиків, долучився до революційного руху проти Емірату.
За даними Таджицької радянської енциклопедії і Узбецької радянської енциклопедії був членом РКП(б) з 1917 року, брав участь у створенні Бухарської комуністичної партії в 1917—1918 роках. Член Бухарської компартії з 1918 року.
У 1918—1920 роках працював у підпільних комуністичних організаціях Бухари та Кагана. Учасник революції у Бухарі та повалення влади Бухарського еміру 2 вересня 1920 року.
Один із засновників і видатний діяч Бухарської народної радянської республіки. Член ЦК Бухарської комуністичної партії після революції 1920 року. Очолював відділ пропаганди. Брав участь у створенні партійних та державних установ, потім редактор газет «Чутулуш», «Бухоро ахборі», «Озод Бухоро», «Бухоро пролетарі», «Бухоро ҳақіқаті» та боротьбі з пантюркізмом.
Аббос Алієв — один із Героїв Бухарської Народної Республіки, у 1922 році був нагороджений Золотим Орденом Червоної Зірки (Бухарська НРР) .
В тому ж році направлений на навчання в Інститут червоної професури при ЦК РКП(б), але через рік повернувся до Бухари і продовжив партійну діяльність.
Був членом ЦК Бухарського комсомолу, потім першим секретарем Бухарського комсомолу. Працював заступником наркома народної освіти Бухари.

Після скасування в 1924 році Бухарської народної радянської республіки, в 1924—1927 роках обіймав посаду наркома народної освіти Таджицької АРСР. Одночасно — член ЦК Комуністичної партії Таджикистану. Після 1927 року працював у Московському інституті сходознавства. Відомий сходознавець В. В. Строєв писав: 
«Я знав професора Аббоса Алієва з 1929 року. Він займався дослідженнями і перекладами текстів стародавнього Сходу. Талановитий таджик був двічі високо оцінений владою за його роботи з перекладу стародавніх матеріалів»— Ш. Садієв. Перший нарком освіти Таджикистану // Адіб, 2004. — № 6. — с. 68
У 1936 році був репресований і засуджений до п'яти років позбавлення волі. З 1941 року читав лекції з загальної історії та історії СРСР у Педагогічному інституті у Сталінабаді.
1945 року переїхав у Фрунзе, де очолив історичний факультет Педагогічного інституту.
Працював у Киргизії до 1947 року. Потім — у Дніпропетровську (Україна). У 1947—1953 роках — професор, завідувач кафедри історії Дніпропетровського державного університету. У 1953—1954 роках працював викладачем в Орджонікідзевському педагогічному інституті.
1954 року оселився в Алма-Аті.
Помер раптово під час наради 16 січня 1958 року. Похований на Центральному цвинтарі Алмати.

## Наукова діяльність
Автор низки робіт з історії таджиків та інших народів Центральної Азії. Його наукові праці «Історія Стародавнього Сходу» (1933) та «Історія народів Центральної Азії» (1935) були високо оцінені і рішенням Ради освіти СРСР і Сертифікаційної комісії А. Алієв був удостоєний ступеня доктора історичних наук у 1947 році. Написав понад 29 наукових праць та статей.
Був першим перекладачем та редактором творів класиків марксизму-ленінізму. Переклав таджицькою мовою понад 60 творів основоположників марксизму-ленінізму.

## Нагороди
- Орден Червоної Зірки (Бухарська НРР)